# Joel McKinnon Miller
Joel McKinnon Miller, né le 21 février 1960 à Rockford, Minnesota, est un acteur américain, notamment connu pour ses rôles de Don Embry dans Big Love et de Norm Scully dans Brooklyn Nine-Nine.

## Biographie
Joel McKinnon Miller est né à Rockford, Minnesota, le 21 février 1960. Il a pris des cours de chant d'opéra dans sa jeunesse et est plus tard allé à l'Université du Minnesota à Duluth, où il a étudié le théâtre. Il a abandonné son cursus en 1980, avant de revenir finir ses études et valider son diplôme en 2007.
Joel McKinnon Miller se fait notamment remarquer dans la série Las Vegas, dans laquelle il interprète le personnage de Lyle Nubbin. Il s'est fait remarquer comme invité dans de nombreuses séries depuis, parmi lesquelles X-Files ou American Horror Story. Il a également joué dans le téléfilm Secret Santa, et a obtenu des seconds rôles dans les longs-métrages The Truman Show, Galaxy Quest, Rush Hour 2 et Men in Black II. Entre 2006 et 2011, il apparaît pendant 46 épisodes dans la série Big Love, où il interprète Don Embry. Il jouait entre 2013 et 2021 le personnage de Norm Scully dans la série Brooklyn Nine-Nine.
Il vit à Los Angeles, Californie.

## Filmographie

### Cinéma
- 1992 : Forever Young : un homme au pique-nique
- 1994 : Le Cygne et la Princesse : Bromley (voix)
- 1994 : Pionniers malgré eux : Zack Ferguson
- 1997 : Le Maître du jeu
- 1998 : The Truman Show : un agent de sécurité
- 1999 : Galaxy Quest : un guerrier alien
- 2000 : Family Man : Tommy
- 2001 : Rush Hour 2 : Tex
- 2002 : Men in Black 2 : un agent Men in Black
- 2002 : Friday After Next : Officier Hole
- 2005 : Black/White : un agent de sécurité
- 2006 : Love Comes to the Executioner de Kyle Bergersen
- 2010 : Radio Free Albemuth de John Alan Simon :
- 2011 : Super 8 : Sal Kaznyck
- 2016 : Soy Nero : Sgt. Frank White

### Télévision
- 1991 : Murphy Brown : Joe Smith
- 1993 : Dream On : Dick Hermann
- 1995 : L'As de la crime : Michael Muldoon
- 1995 : Un drôle de shérif : un peintre
- 1996 : Sister, Sister : Bert Walker
- 1999 : X-Files : Aux frontières du réel :  le shérif adjoint Greer
- 1999 :  JAG_(série_télévisée) saison 5 épisode 5 : Gary Sharps
- 2000 : Urgences (série télévisée) Saison 6 épisode 18: M. Emerson
- 2000 : Malcolm : l'officier Karl
- 2003 : Les Experts : un ornithologue
- 2004 : Cold Case : Affaires classées : Brad Atwater
- 2005 : Tout le monde aime Raymond : George
- 2005 : Desperate Housewives : un conseiller
- 2005-2006 : Las Vegas : Lyle Nubbin
- 2006-2011 : Big Love : Don Embry
- 2011 : Bones : un agent
- 2011 : Glee : un organisateur de mariage
- 2012-2013 : American Horror Story : Détective Connors
- 2013-2021 : Brooklyn Nine-Nine : Norm Scully